# Herbert Biehle
Herbert Johannes Richard Biehle (* 16. Februar 1901 in Dresden; † 1968) war ein deutscher Musikwissenschaftler.

## Leben
Herbert Biehle stammte aus einer bürgerlichen Bautzener Familie. Er war der Sohn des Bautzener Kirchenmusikdirektors Johannes Biehle (1870–1941) und wurde 1901 in der sächsischen Residenzstadt Dresden geboren, wo sein Vater am Physikalischen Institut der Technischen Hochschule sechs Jahre arbeitete und die spätere wissenschaftliche Karriere begann.
Biehle besuchte das Gymnasium in Bautzen und anschließend die Universität und die Meisterklasse für Komposition an der Akademie der Künste in Berlin, wo er Klavier und Komposition studierte. Er promovierte im Jahre 1924 in Berlin zum Dr. phil. Das Thema seiner Dissertation lautete Musikgeschichte von Bautzen bis zum Anfang des 19. Jahrhunderts. Im Anschluss war er als Musikwissenschaftler in Berlin tätig. Nach dem Zweiten Weltkrieg wirkte er als Dozent für Stimmbildung und Rhetorik.
Bekannt wurde Herbert Biele als Verfasser von Schriften zur Musikgeschichte der Stadt Bautzen und über Georg Schumann sowie durch mehrere Werke über Stimmkunde.
Herbert Biehle wohnte in Berlin NW 87, Franklinstraße 29. Nach der Aufteilung Berlins durch die Besatzungsmächte 1945 lebte er in West-Berlin.

## Schriften (Auswahl)
- Abriß der Musikgeschichte von Bautzen bis 1800, gewidmet dem Bautzener Geschichtsverein (Gesellschaft für Anthropologie, Urgeschichte und Geschichte). In: Bautzener Nachrichten, 30. Dezember 1922
- Musikgeschichte von Bautzen bis zum Anfang des 19. Jahrhunderts (= Veröffentlichungen des Fürstlichen Instituts für musikwissenschaftliche Forschung zu Bückeburg : Reihe 4. Quellenstudien zur Musikgeschichte deutscher Landschaften und Städte, Bd. 3). Fr. Kistner & C. F. W. Siegel, Leipzig 1924.
- Die Entwicklung des Musiklebens von Bautzen bis zum Beginn des 19. Jh. Buchdr. Gebr. Müller, Bautzen o. J. [1924].
- Georg Schumann. Eine Biographie. E. Bisping, Münster i. W. 1925.
- Köpfe im Profil. Ludwig Wüllner. In: Die Musik. Organ des Amtes Musik beim Beauftragten des Führers für die Überwachung der gesamten geistigen und weltanschaulichen Schulung und Erziehung der NSDAP. Berlin, 1926, Band 19, Heft 5, S. 337–340.
- Schuberts Lieder in Kritik und Literatur. Wölbing-Verlag, Berlin 1928.
- Staue dich gesund! Stimmheilung durch Stimmkrise . Carl Merseburger, Leipzig 1929.
- Schuberts Lieder als Gesangsproblem (= Musikalisches Magazin. Heft 74). H. Beyer & Söhne, Langensalza 1929.
- Berlin im Leben berühmter Komponisten. Nach biographischen Dokumenten zusammengestellt. In:  Mitteilungen des Vereins für die Geschichte Berlins. Nr. 1, 1929, S. 1–12 (zlb.de).
- Einführung zu Richard Wetz: Requiem H-moll. Für Sopran- u. Bariton-Solo, gemischten Chor u. Orchester. Lateinischer und deutscher Text. Fr. Kistner & C. F. W. Siegel, Leipzig o. J. [1930].
- Johannes Biehle. Ein Bild vom Leben und Schaffen meines Vaters. In: Erich Hermann Müller (Hrsg.): Festschrift Johannes Biehle zum 60. Geburtstage überreicht. Leipzig 1930, S. 82–100.
- Les éléments estétiques de l'art vocal de l'antique. In: Revue de musicologie, Paris, 1930, Band 11, H. 33/36, S. 22–35.
- Die Stimmkunst. Band 1: Geschichtliche Grundlagen. Kistner & Siegel, Leipzig 1931.
- Die Stimmkunst. Band 2: Aesthetische Grundlagen. Kistner & Siegel, Leipzig 1931.
- Goethe und die Stimmkunst. Goethe-Gesellschaft in Weimar. Jahrbuch der Goethe-Gesellschaft. Goethe-Gesellschaft, Weimar, 17 [51] (1931), S. 201–208.
- Der liturgische Sprechgesang als Stimmproblem. Aus dem Institut für Kirchenmusik, Orgelbau, Glockenwesen und Kirchenbau an der Universität Berlin. Vandenhoeck & Ruprecht, Göttingen 1935 (= Beihefte zur Monatschrift für Gottesdienst und kirchliche Kunst, 15).
- Johannes Biehle: Praktiker und Forscher. In: Neue Zeitschrift für Musik, 1951, 112, S. 27.
- George Armin, der Vielumstrittene. In: Neue Zeitschrift für Musik, 1951, 121, S. 529.
- Redetechnik. Einführung in die Rhetorik. Verlag Walter de Gruyter & Co., Berlin 1954; 4. Auflage ebenda 1974 (= Sammlung Göschen, Band 61).
- Stimmkunde für Beruf, Kunst und Heilzwecke. Verlag Walter de Gruyter & Co., Berlin 1955 (= Sammlung Göschen, Band 60).
- Werbe-Rhetorik. Stimme und Rede im Geschäftsleben. Girardet, Essen 1957.
- Die Sprechstimme in der Gesangsliteratur. In: Neue Zeitschrift für Musik, 1960, 121, S. 337.
- Redetechnik. Einführung in die Rhetorik. 2., erw. Auflage. de Gruyter, Berlin 1961.
- Georg Schumann – Zum 100. Geburtstag des Dirigenten und Komponisten. In: Neue Zeitschrift für Musik, 1966, 127, S. 395–396.
- Redetechnik. Einführung in die Rhetorik. 3., neubearb. Auflage. Verlag Walter de Gruyter & Co., Berlin 1968.
- Stimmkunde für Redner, Schauspieler, Sänger und Stimmkranke. 2., neubearb. Auflage. Verlag Walter de Gruyter & Co., Berlin 1970.
- Redetechnik. Einführung in die Rhetorik. 4., erg. Auflage. Verlag Walter de Gruyter & Co., Berlin / New York 1974.

## Einzelnachweis
1. ↑  Alfongs Perlick: Richard Wetz (1875–1935) als Mensch und Künstler in seiner Zeit. Eine Dokumentation mit zeitgenössischen Darstellungen und Selbstzeugnissen zum 100. Geburtstag des Meisters. Auslieferung, Forschungsstelle Ostmitteleuropa, 1975, S. 16.

| Personendaten    | Personendaten                                         |
| ---------------- | ----------------------------------------------------- |
| NAME             | Biehle, Herbert                                       |
| ALTERNATIVNAMEN  | Biehle, Herbert Johannes Richard (vollständiger Name) |
| KURZBESCHREIBUNG | deutscher Musikwissenschaftler                        |
| GEBURTSDATUM     | 16. Februar 1901                                      |
| GEBURTSORT       | Dresden                                               |
| STERBEDATUM      | 1968                                                  |